# Decídua (animal)
A  decídua (do latim deciduus, que significa "queda" ou "derrame") é um anexo embrionário encontrado somente nos mamíferos placentários. Consiste em uma membrana delgada que, juntamente com o córion liso e o âmnio, delimita a bolsa amniótica. 
Na mulher, a decídua é a parte da mucosa uterina onde a placenta está implantada e que se hipertrofia durante a gestação e que é expulsa durante e após o parto. 
A decídua é formada a partir da camada do endométrio que recobre o embrião, após ocorrer a nidação. Sua função é conferir proteção ao embrião. 
Após o parto, a puerpera continua com perdas sanguíneas, denominadas de lóquios, nas quais contínua a eliminar a restante decídua já necrosada. Para além dos restos da decídua, os lóquios são compostos por muco, leucócitos e sangue proveniente do local da placenta. 